# Vila-sacra
Vila-sacra település Spanyolországban, Girona tartományban. Vila-sacra Figueres, Peralada, Fortià és El Far d'Empordà községekkel határos. Lakosainak száma 811 fő (2024).

## Népesség
A település népessége az elmúlt években az alábbi módon változott:
| Lakosok száma | 159  | 430  | 404  | 407  | 391  | 483  | 598  | 681  | 760  | 811  |
|               | 1717 | 1887 | 1936 | 1960 | 1986 | 2004 | 2009 | 2014 | 2019 | 2024 |